# Retro Station
Die RETRO STATION ― Nächster Halt: Vergangenheit! ist Teil des Instituts für Stadtgeschichte Recklinghausen und umfasst eine stadtgeschichtliche Dauerausstellung. Sie versteht sich als Nachfolgerin des ehemaligen Vestischen Museums.

## Geschichte
Die Sammlung der heutigen Retro Station basiert größtenteils auf den Beständen des früheren Vestischen Museums, dessen Anfänge sich mit der Gründung des Recklinghäuser Vereins für Orts- und Heimatkunde im Jahr 1890 verbinden. Erstmals wurde die Sammlung im Jahr 1922 in einem Raum des Recklinghäuser Rathauses präsentiert, zog dann aber 1927 in das Gebäude der ehemaligen Turmschule (heute Ikonen-Museum). 1935 erfolgte ein weiterer Umzug an die Hl.-Geist-Straße, wo das Museum seinen Platz in einem zum Gymnasium Petrinum gehörenden Gebäude fand. Im November 1944 erhielt das Museum einen Bombentreffer, wodurch die Existenz des Vestischen Museums vorübergehend beendet wurde.
Die zum Teil vorsorglich ausgelagerten Ausstellungsobjekte wurden nach dem Zweiten Weltkrieg überwiegend in Depoträumen der Recklinghäuser Kunsthalle gelagert. Erst 1985 eröffnete sich die Perspektive auf eine Wiedereinrichtung des Vestischen Museums, indem die Stadt Recklinghausen den ehemaligen Verwaltungssitz der AOK an der Hohenzollernstr. 12 erwarb. Zugleich wurde das Gebäude auch neuer Sitz des Stadt- und Vestischen Archivs Recklinghausen. Im September 1988 erfolgte die Wiedereröffnung des Vestischen Museums, das von den Recklinghäuser Museen verwaltet wurde.
Aufgrund von strukturellen Schwierigkeiten wurde Mitte der 2000er-Jahre das sogenannte „Haus der Geschichte“ etabliert ― eine institutionelle Kooperation zwischen Museen, Stadtarchiv und VHS Recklinghausen. Im Jahr 2010 entschied sich die Kommune zur Verschmelzung von Stadt- und Vestischem Archiv mit der Dauerausstellung zum Institut für Stadtgeschichte. Die museale Abteilung erhielt im Rahmen einer Neugestaltung den Namen „Retro Station ― Nächster Halt: Vergangenheit!“. Die Realisierung der Neukonzeption wurde im Jahr 2015 abgeschlossen.

## Aufbau
Die Ausstellung zur Recklinghäuser Stadtgeschichte besteht aus drei Teilbereichen: Die Entwicklung der Stadt bis um das Jahr 1900, die Geschichte des Bergbaus in der Region und die Ereignisse des 20. Jahrhunderts. Im Verlauf des Rundgangs lassen sich die wichtigsten Stationen von der frühen Besiedlung der Region bis zur Gegenwart erschließen.

### Die Entwicklung der Stadt bis um das Jahr 1900
Von der frühen Besiedlung des Recklinghäuser Umlandes künden zahlreiche archäologische Funde, in der Ausstellung vertreten durch Objekte aus Steinzeit, Bronzezeit, germanischer und merowingischer Epoche. Besondere Highlights sind ein mittelalterlicher Baumstammbrunnen und Teile der Stadtmauer aus der Zeit um 1360. Die offizielle Erhebung zur Stadt 1236 repräsentieren mittelalterliche Waffen und Münzen, Glaube und Kirche sind durch Skulpturen und Gemälde aus Spätmittelalter und früher Neuzeit vertreten. Das Handwerk wird am Beispiel des Spinnens und Webens thematisiert. Eine Feuerstelle und Mobiliar aus dem 17. bis 19. Jahrhundert zeigen die typische Ausstattung eines ehemaligen Ackerbürgerhauses. Die Engelsburg als Adelswohnsitz ist ebenfalls anhand von Möbeln repräsentiert. Die Entwicklung des Recklinghäuser Marktplatzes sowie des Stadtbildes lässt sich anhand von Gemälden und zahlreichen Grafiken nachvollziehen, komplettiert wird dies durch Kartenmaterial aus verschiedenen Epochen.

### Die Geschichte des Bergbaus in der Region
In Recklinghausen wurde seit etwa 1870 Kohle abgebaut. Die Zechen „Recklinghausen I“, „König Ludwig“, „General Blumenthal“ und „Recklinghausen II“ verhalfen der Region zu wirtschaftlichem Aufschwung. Ab 1955 wurden erste Zechen zusammengelegt bzw. geschlossen, im Jahr 2001 endete schließlich das Zeitalter des Bergbaus in Recklinghausen.
Die Ausstellung zeigt die typische Einrichtung einer Kaue und die Nachbildung eines Strebs. Grubenlampen und Messgeräte machen die technische Entwicklung innerhalb des Bergbaus sichtbar, Kartenmaterial verdeutlicht zusätzlich die Intensität des Abbaus.
Einen besonderen Schwerpunkt stellt die Präsentation von Naiver Kunst dar. Die Werke wurden von Recklinghäuser Bergleuten in ihrer Freizeit geschaffen, auf diese Weise setzten sie sich künstlerisch mit gesellschaftlichen Themen auseinander. Vertreten sind Skulpturen und Gemälde von Erich Bödeker, Franz Brandes, Friedrich Gerlach, Karl Hertmann und Max Valerius.

### Die Ereignisse des 20. Jahrhunderts
Ausgehend von der Zeit des Ersten Weltkrieges thematisiert die Ausstellung die Ereignisse des 20. Jahrhunderts. Begünstigt durch die Weltwirtschaftskrise 1923 konnte sich die NSDAP politisch schnell etablieren und gelangte 1933 an die Macht. Wie überall in Deutschland setzten extreme Repressalien und Verfolgungen ein, die auch in Recklinghausen deutliche Spuren hinterließen. Politisch Andersdenkende wurden aus ihren Ämtern entfernt, Juden wurden verfolgt und in Konzentrationslager deportiert und hingerichtet.
Mit dem Ende des Zweiten Weltkrieges beginnt die schwierige Zeit des Wiederaufbaus, in die auch die Entstehung der Recklinghäuser Ruhrfestspiele fällt. Als Gegenleistung für die Versorgung der Hamburger Theater mit Kohle etablierte sich hier ein einzigartiges Kulturfestival, das bis heute jährlich stattfindet.
Abschließend zeigt die Ausstellung den Komplex von Migration und Zuwanderung, wodurch die Bevölkerungsstruktur Recklinghausens immer wieder stark beeinflusst wurde.